# Lista de prefeitos de Trindade (Goiás)

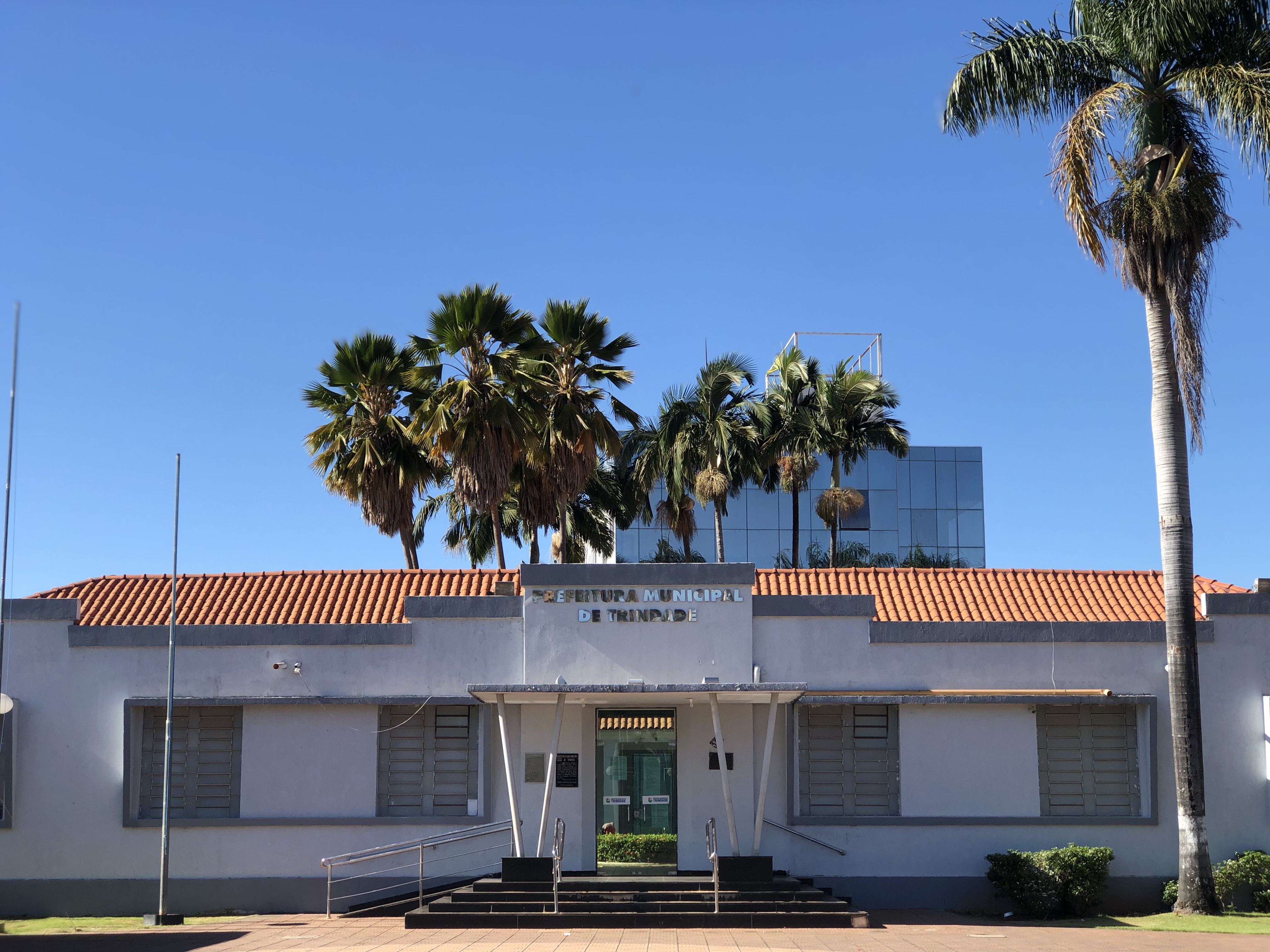
Sede da Prefeitura de Trindade.

Esta é a lista de prefeitos de Trindade, município brasileiro do estado de Goiás, que ocuparam o cargo da administração municipal após a emancipação política da cidade. Trindade foi emancipada da então cidade de Campinas em 16 de julho de 1920, sendo formalmente instalada em 31 de agosto daquele ano. Com a instalação, Anacleto Gonçalves de Almeida foi nomeado pelo presidente do estado João Alves de Castro como primeiro prefeito do município.
A administração municipal se dá pelos Poderes Executivo e Legislativo, sendo o primeiro representado pelo prefeito e seu gabinete de secretários, seguindo as determinações prescritas pela Constituição Federal vigente no Brasil. Valdivino Chaves foi o prefeito que permaneceu no cargo por mais tempo, durante três mandatos que totalizaram treze anos à frente do cargo. O atual é Marden Júnior, do União Brasil, reeleito na eleição municipal de 2024.

## Prefeitos de Trindade
| Nº                                                    | Nome                                                             | Imagem             | Partido                                          | Votos                 | Início do mandato       | Fim do mandato                          | Observações                                               |
| Primeira República (1889–1930)                        |                                                                  |                    |                                                  |                       |                         |                                         |                                                           |
| 1                                                     | Anacleto Gonçalves de Almeida (1863–1923)                        |                    | Partido Liberal PL                               | [ nota 1 ]            | 16 de julho de 1920     | 28 de julho de 1923                     | Nomeado pelo Presidente de Estado João Alves de Castro    |
| 2                                                     | João Pereira da Silva                                            |                    | Partido Republicano Conservador PRC              | [ nota 1 ]            | 29 de julho de 1923     | 10 de julho de 1929                     | Nomeado pelo Presidente de Estado Miguel da Rocha Lima    |
| 3                                                     | Tibúrcio José do Carmo                                           |                    | Partido Republicano Conservador PRC              | [ nota 1 ]            | 11 de julho de 1929     | 4 de fevereiro de 1931                  | Nomeado pelo Presidente de Estado Brasil Ramos Caiado     |
| Segunda e Terceira República — Era Vargas (1930–1945) |                                                                  |                    |                                                  |                       |                         |                                         |                                                           |
| 4                                                     | Irany Alves Ferreira                                             |                    | Partido Social Republicano PSR                   | [ nota 1 ]            | 5 de fevereiro de 1931  | 31 de dezembro de 1932                  | Nomeado pelo Interventor Estadual Pedro Ludovico Teixeira |
| 5                                                     | Salvino Vaz da Silva                                             |                    | Partido Democrático PD                           | [ nota 1 ]            | 1º de janeiro de 1933   | 21 de outubro de 1935                   | Nomeado pelo Interventor Estadual Pedro Ludovico Teixeira |
| 6                                                     | Philippe Alves de Oliveira                                       |                    | Partido Social Republicano PSR                   | [ nota 1 ]            | 22 de outubro de 1935   | 20 de janeiro de 1938                   | Nomeado pelo Interventor Estadual Pedro Ludovico Teixeira |
| 7                                                     | Osório Carlos da Silva                                           |                    | Partido Social Democrático PSD                   | [ nota 1 ]            | 21 de janeiro de 1938   | 17 de julho de 1941                     | Nomeado pelo Interventor Estadual Pedro Ludovico Teixeira |
| 8                                                     | Osvaldo Albuquerque Leal                                         |                    | Partido Social Democrático PSD                   | [ nota 1 ]            | 18 de julho de 1941     | 29 de março de 1943                     | Nomeado pelo Interventor Estadual Pedro Ludovico Teixeira |
| 9                                                     | Antônio Caddermattori                                            |                    | Partido Social Democrático PSD                   | [ nota 1 ]            | 30 de março de 1943     | 18 de fevereiro de 1945                 | Nomeado pelo Interventor Estadual Pedro Ludovico Teixeira |
| Quarta República (1945–1964)                          |                                                                  |                    |                                                  |                       |                         |                                         |                                                           |
| 10                                                    | Bocácio Leão                                                     |                    | Partido Social Democrático PSD                   | [ nota 1 ]            | 19 de fevereiro de 1945 | 31 de dezembro de 1946                  | Nomeado pelo Interventor Estadual Pedro Ludovico Teixeira |
| 11                                                    | José Pereira da Silva                                            |                    | Partido Social Democrático PSD                   | n/c                   | 1º de janeiro de 1947   | 31 de dezembro de 1950                  | Prefeito eleito em sufrágio universal                     |
| 12                                                    | Jonas Pires de Campos (Capivari, 27.04.1918–1993)                |                    | Partido Social Democrático PSD                   | n/c                   | 1º de janeiro de 1951   | 31 de dezembro de 1954                  | Prefeito eleito em sufrágio universal                     |
| 13                                                    | Hilton Monteiro da Rocha (Uberaba, 14.10.1924–04.05.1978)        |                    | Partido Social Democrático PSD                   | n/c                   | 1º de janeiro de 1955   | 31 de dezembro de 1958                  | Prefeito eleito em sufrágio universal                     |
| 14                                                    | Sizenando Campos                                                 |                    | Partido Social Democrático PSD                   | n/c                   | 1º de janeiro de 1958   | 31 de dezembro de 1960                  | Prefeito eleito em sufrágio universal                     |
| 15                                                    | José Pinto Magalhães                                             |                    | Partido Social Democrático PSD                   | n/c                   | 1º de janeiro de 1960   | 30 de janeiro de 1965                   | Prefeito eleito em sufrágio universal                     |
| Quinta República (1964–1985)                          |                                                                  |                    |                                                  |                       |                         |                                         |                                                           |
| 16                                                    | Hilton Monteiro da Rocha (Uberaba, 14.10.1924–04.05.1978)        |                    | Aliança Renovadora Nacional ARENA                | n/c                   | 31 de janeiro de 1965   | 30 de janeiro de 1970                   | Prefeito eleito em sufrágio universal                     |
| 17                                                    | Pedro Pereira da Silva (Santo Antônio do Rio Verde, 13.05.1930–) |                    | Aliança Renovadora Nacional ARENA                | n/c                   | 31 de janeiro de 1970   | 30 de janeiro de 1972                   | Prefeito eleito em sufrágio universal                     |
| 18                                                    | Valdivino Chaves Guimarães (Trindade, 26.08.1941–)               |                    | Aliança Renovadora Nacional ARENA                | n/c                   | 31 de janeiro de 1973   | 31 de janeiro de 1976                   | Prefeito eleito em sufrágio universal                     |
| 19                                                    | Dilson Alberto de Souza (Jataí, 09.11.1943–)                     |                    | Partido Trabalhista Brasileiro PTB               | n/c                   | 1º de fevereiro de 1977 | 31 de janeiro de 1983                   | Prefeito eleito em sufrágio universal                     |
| Sexta República, ou Nova República (1985–presente)    |                                                                  |                    |                                                  |                       |                         |                                         |                                                           |
| 20                                                    | Valdivino Chaves Guimarães (Trindade, 26.08.1941–)               |                    | Partido do Movimento Democrático Brasileiro PMDB | n/c                   | 1º de fevereiro de 1983 | 31 de dezembro de 1988                  | Prefeito eleito em sufrágio universal                     |
| 21                                                    | Roberto Monteiro de Lima (Trindade, 14.04.1943–)                 |                    | Partido da Social Democracia Brasileira PSDB     | n/c                   | 1º de janeiro de 1989   | 31 de dezembro de 1992                  | Prefeito eleito em sufrágio universal                     |
| 22                                                    | Pedro Pereira da Silva (Santo Antônio do Rio Verde, 13.05.1930–) |                    | Partido do Movimento Democrático Brasileiro PMDB | n/c                   | 1º de janeiro de 1993   | 31 de dezembro de 1996                  | Prefeito eleito em sufrágio universal                     |
| 23                                                    | Valdivino Chaves Guimarães (Trindade, 26.08.1941–)               |                    | Partido do Movimento Democrático Brasileiro PMDB | 16 275                | 1º de janeiro de 1997   | 31 de dezembro de 2000                  | Prefeito eleito em sufrágio universal                     |
| 24                                                    | George Morais Ferreira Dr. George (Caiapônia, 25.09.1962–)       |                    | Partido da Social Democracia Brasileira PSDB     | 20 273                | 1º de janeiro de 2001   | 31 de dezembro de 2004                  | Prefeito eleito em sufrágio universal                     |
| 24                                                    | George Morais Ferreira Dr. George (Caiapônia, 25.09.1962–)       | 47 761             | Partido da Social Democracia Brasileira PSDB     | 1º de janeiro de 2005 | 31 de dezembro de 2008  | Prefeito reeleito em sufrágio universal |                                                           |
| 25                                                    | Ricardo Fortunato de Oliveira (Trindade, 17.03.1973–)            |                    | Partido do Movimento Democrático Brasileiro PMDB | 22 360                | 1º de janeiro de 2009   | 31 de dezembro de 2012                  | Prefeito eleito em sufrágio universal                     |
| 26                                                    | Jânio Carlos Alves Freire, Jânio Darrot (Trindade, 10.10.1955–)  |                    | Partido da Social Democracia Brasileira PSDB     | 46 004                | 1º de janeiro de 2013   | 31 de dezembro de 2016                  | Prefeito eleito em sufrágio universal                     |
| 26                                                    | Jânio Carlos Alves Freire, Jânio Darrot (Trindade, 10.10.1955–)  | 31 722             | Partido da Social Democracia Brasileira PSDB     | 1º de janeiro de 2017 | 31 de dezembro de 2020  | Prefeito reeleito em sufrágio universal |                                                           |
| 27                                                    | Marden Gabriel Alves de Aguiar Júnior (Goiânia, 27.09.1990–)     |                    | Patriota PATRI                                   | 21 930                | 1º de janeiro de 2021   | 31 de dezembro de 2024                  | Prefeito eleito em sufrágio universal                     |
| 27                                                    | Marden Gabriel Alves de Aguiar Júnior (Goiânia, 27.09.1990–)     | União Brasil UNIÃO | 39 189                                           | 1º de janeiro de 2025 | 31 de dezembro de 2028  | Prefeito reeleito em sufrágio universal |                                                           |

- n/c: não consta